# Monica Ek (kemist)
Monica Ek, född 1959, är en svensk professor i träkemi och massateknologi.

## Biografi
Ek har en examen i organisk kemi från 1982 vid Stockholms universitet. Hon arbetade på 1980-talet som forskningsledare vid STFI, Skogs- och träforskningsinstitutet, och disputerade 1992 vid KTH, institutionen för träkemi, med en avhandling om gulning hos pappersmassa. Hon var sedan verksam vid STFI mellan 1992 och 1995, och därefter mellan 1995 och 1999 som avdelningschef och seniorforskare hos Stora. År 1999 blev hon docent vid KTH vid institutionen för träkemi och massateknologi, där hon 2011 blev professor och kort därefter avdelningschef vid samma institution.
Hon är medförfattare till flera läroböcker om pappers- och massateknologi, och har bland annat medverkat vid utveckling av cellulosamaterial som ges nya egenskaper genom att kombineras med polymera molekyler. Hon är medgrundare till företaget FineCell som utvecklar mikrofiber av cellulosa med nya typer av egenskaper, som bland annat fått stöd från Vinnova för vissa utvecklingsprojekt.
År 2021 tilldelades Monica Ek Ekmanmedaljen för sina insatser inom skogsindustrirelaterad forskning, utbildning och samverkan.